# Janówka (powiat piotrkowski)
Janówka – wieś w Polsce położona w województwie łódzkim, w powiecie piotrkowskim, w gminie Rozprza.
W latach 1975–1998 miejscowość należała administracyjnie do województwa piotrkowskiego.